# Sigte (skydevåben)
 For alternative betydninger, se Sigte. (Se også artikler, som begynder med Sigte)
Et sigte er et optisk hjælpemiddel, der anvendes for at sigte med våben af forskellige typer. For håndvåben er typiske varianter dioptersigte, rødpunktsigte og teleskopsigte. Større våben som kanoner og missiler har som regel sigte med både optiske og elektroniske komponenter.
| Våben | Spire Denne artikel om våben er en spire som bør udbygges. Du er velkommen til at hjælpe Wikipedia ved at udvide den. |